# Стрельба в Хайленд-Парке
4 июля 2022 года в Хайленд-Парке, пригороде Чикаго, произошла стрельба во время парада в честь Дня независимости США. В результате нападения погибли семь человек (по данным на вторую половину дня 5 июля), в том числе гражданин Мексики. На данный момент проводится проверка гражданства ещё одной жертвы, предположительно из России.

## Контекст
В 2022 году организация Gun Violence Archive зафиксировала 308 перестрелок за 185 дней в США. Как уточнила организация, в 2021 году в стране имели место 693 массовых расстрелов. И эта цифра только увеличивалась в последние годы. В 2020 году их было 611, тогда как в 2019 году — 417. По сведениям сайта архива насилия с применением огнестрельного оружия, включающего сведения о самоубийствах, в стране наблюдался рост насилия: с начала года было убито более 22 тысяч человек.
25 июня в США, за две недели до трагедии, подписано постановление об усилении контроля за оборотом оружия. В связи с частыми случаями массовых расстрелов был необходим пересмотр действующих стандартов в противовес ко второй поправке американской Конституции, гарантирующей гражданам США право на хранение и ношение оружия. При этим в последнее время в стране наблюдалась тенденция к утрате контроля над оружейными потоками: по данных Федерального бюро расследований, только за 2021 год показатель по инцидентам со стрельбой характеризуется приростом на 52,5 %.

Как отмечало агентство BBC в связи с происшествием на День независимости в Хайленд-Парке:
В памяти американцев ещё слишком свежи события 24 мая, когда в начальной школе в городе Ювалда, штат Техас, от рук вооруженного злоумышленника погибло 19 детей и двое учителей, и бойня 14 мая, когда в супермаркете в Буффало, штат Нью-Йорк, было застрелено 10 человек.
Однако расстрел в Хайленд-Парке был не единственным в тот период. По информации Gun Violence Archive, за праздничные выходные с 2 до 5 июля на территории Соединённых Штатов зафиксированы 414 инцидентов со стрельбой. Жертвами атак стали 198 человек, из которых 12 — дети и подростки. Также 542 человека получили ранения и травмы разной степени тяжести.

## Нападение
В 10 часов утра в Хайленд-Парке начался парад. Через 10—15 минут, когда мероприятие ещё шло, послышались выстрелы. Стрелок вёл огонь с крыши коммерческого здания. Очевидцы слышали от 20 до 50 выстрелов. Люди не сразу поняли, что слышат стрельбу, предположив, что это фейерверк, который действительно был запланирован в программе мероприятия. Вскоре мэр Ненси Ротеринг заявила, что парад отменяется, и предложила присутствующим покинуть опасную зону. Чиновники призывали людей в центре города укрыться на месте. Стрельба заставила сотни участников парада в панике бежать в поисках укрытия. На улице остались брошенные вещи, садовые кресла, фургоны, недоеденная еда и кепки.
Изначально предполагалось, что у преступника могли быть заложники. Однако местные власти это опровергли.

## Стрелок
Вечером того же дня после многочасовых поисков в Хайленд-Парке и его окрестностях был взят под стражу 21-летний уроженец Италии Роберт Кримо (англ. Robert Eugene Crimo III), который подозревается в осуществлении нападения. Начальник полиции Лу Джогмен заявил, что полицейский остановил его автомобиль в восьми километрах от места стрельбы. За несколько часов до этого полиция опубликовала фотографию мужчины и изображение его серебристой Honda Fit, и предупредила общественность, что он вооружён и опасен.
Однако правохранители некоторое время не спешили называть Кримо подозреваемым. Ему также не выдвигали официальных обвинений. Позже прокурор округа Лейк Каунци Эрик Райнхарт заявил, что молодому человеку предъявлено обвинение в убийстве по семи пунктам.
Роберт Кримо размещал на YouTube видео своих любительских музыкальных выступлений в стиле рэп. В некоторых из них имеются сцены насилия, в частности, стрельбы в школе. Кримо описывают как аполитичного человека. В то же время, имеются свидетельства того, что он был сторонником Дональда Трампа
CNN сообщает, что в последние несколько лет у Кримо уже были проблемы с законом. Как заявлял его родственник, в сентябре 2019 года он угрожал «всех убить». У него была коллекция ножей, которую после стрельбы полиция конфисковала. Уже после сентябрьского инцидента Кримо на законных основаниях приобрёл пять единиц огнестрельного оружия.
Семья Кримо характеризовалась как благополучная. По сведениям издания ABC News, отец задержанного, Боб, — местный предприниматель, владелец гастронома. Он также безуспешно баллотировался на должность мэра Хайленд-Парка в 2019 году, называя себя «человеком для народа».

Для защиты обвиняемого был нанят адвокат Томас Дуркин. Другой, Стив Гринберг, нанят для представления интересов родителей Кримо. Адвокат опубликовал заявление в Twitter от имя родителей подозреваемого.
Мы все матери и отцы, сестры и братья, и это ужасная трагедия для многих семей, жертв, участников парада, общества и нас самих. Наши сердца, мысли и молитвы обращены ко всем.

## Жертвы
Коронер округа Лэйк Джэнифер Банек сказала, что пятеро погибших были взрослыми, при этом она не имела информации о шестой жертве, которая была доставлена в больницу и там же скончалась. Один из убитых был гражданином Мексики, ранения получили ещё двое мексиканцев. Вскоре появилась информация, что среди погибших была Ирина Маккарти, которая, как предполагается, имела гражданство России. Российское посольство в Вашингтоне начало проверку данного факта.
Медицинский центр North Shore University принял 26 потерпевших. У всех, как рассказал доктор Бриг Темпл, кроме одного, были огнестрельные ранения. Возраст раненных — от 8 до 85 лет. По словах Темпла, четверо или пятеро пациентов — дети. 19 пациентов получили медицинскую помощь и были выписаны. Остальных перевели в другие лечебные учреждения, а двое пациентов в стабильным состоянии остались в больнице Хайленд-Парка.
По словах представителя больницы Норт Шор-Хайленд-парк Джима Энтони, в общей сложности ранения получили 31 человек. Подавляющее большинство были доставлены с огнестрельными ранениями, остальные получили травмы в результате паники и давки на параде.
Позже, по уточнённым данным властей округа, количество раненых возросло до 46 человек. Примерно половина из них получили травмы в результате давки.

## Реакция
Запланированные торжества более чем в 10 коммунах в Хайленд-Парке были отменены.

В связи с трагедией мэр города Нэнси Ротеринг заявила следующее:
Наши местные жители до глубины души потрясены и испуганы этим нападением. Мы от всего сердца сочувствуем семьям пострадавших в этот трудный момент.

В свою очередь, губернатор штата Иллинойс Джей Роберт Притцкер заявил на пресс-конференции:
Опустошительно, что празднование Америки было подорвано нашей уникальной американской чумой.
Президент США Джо Байден пообещал продолжить борьбу с распространением огнестрельного оружия. Отмечается, что глава государства и его супруга Джилл Байден «шокированы бессмысленным насилием с применением огнестрельного оружия» . Президент предложил местным властям помощь со стороны федеральных органов в связи со стрельбой.